# Gubkinskij
Gubkinskij – miasto w Rosji, w Jamalsko-Nienieckim Okręgu Autonomicznym. W 2010 roku liczyło 23 335 mieszkańców.